# Raymond Kalla
Raymond Koned Kalla Nkongo (Douala, 22 de abril de 1975) é um ex-futebolista camaronês. Atuou em três Copas do Mundo pelos Leões Indomáveis.

## Carreira
Famoso por seu impecável porte físico, Kalla começou a carreira em 1993, pelo Canon Yaoundé. Seu grande sonho era jogar em alguma equipe da Europa, mas acabou contratado pelo Panachaiki, uma equipe de pequeno porte da Grécia. Depois atuou por Extremadura, Bochum e Sivasspor até retornar a Camarões e encerrar a carreira no Union Douala, onde atuou por dois anos.

## Seleção
Kalla disputou as Copas de 1994 (esta quando ele tinha 19 anos), 1998 e 2002. Em 1994, foi um dos poucos que se salvaram da vexatória campanha dos Leões. Em 1998 e 2002, também pouco fez para livrar Camarões de mais duas eliminações do mundial.
Convocado para a Copa das Nações Africanas de 2006, o zagueiro (preterido para a as Olimpíadas de Sydney, onde os Leões conquistaram a medalha de ouro - e para a 2003) acabou se machucando durante o torneio, decretando, ao término do mesmo, o fim de sua carreira internacional.

## Títulos
Camarões
- Copa das Nações Africanas: 2000 e 2002